# Ponora, Slavuta
Ponora (în ucraineană Понора) este un sat în comuna Honeakiv din raionul Slavuta, regiunea Hmelnîțkîi, Ucraina.

## Demografie
Componența lingvistică a localității Ponora
     Ucraineană (100%)
Conform recensământului din 2001, toată populația localității Ponora era vorbitoare de ucraineană (100%).